# Triticum aestivum

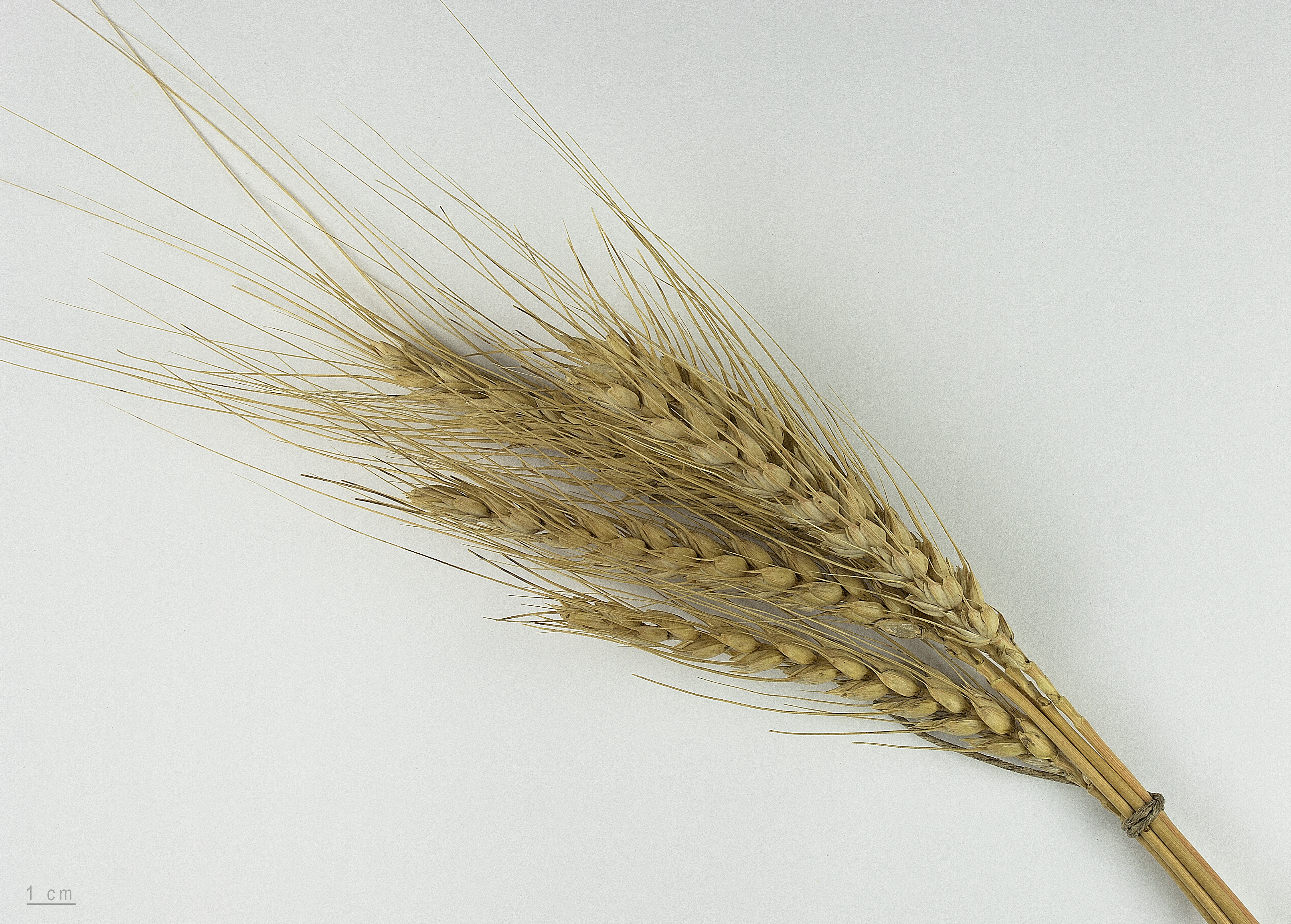
Triticum aestivum subsp. aestivum - MHNT

Triticum aestivum, comummente conhecido como trigo-mole, é uma espécie de planta angiospérmica anual pertencente à família das Poaceae. 
A autoridade científica da espécie é L., tendo sido publicada em Species Plantarum.

## Nomes comuns
Além de trigo-mole, dá ainda pelos seguintes nomes comuns: barbela; trigo-escravo (ou simplesmente escravo) ou simplesmente trigo.

## Distribuição
Crê-se que esta espécie será originária do Médio Oriente, sendo que, atualmente, já se assume como uma espécie de distribuição cosmopolita, marcando presença um pouco por todo o mundo.

### Portugal
Trata-se de uma espécie presente em território português, nomeadamente em todas as zonas de Portugal Continental.
Em termos de naturalidade é introduzida na região atrás indicada.

### Ecologia
Trata-se de uma espécie ruderal, sendo capaz de medrar em courelas agricultadas

## Protecção
Não se encontra protegida por legislação portuguesa ou da Comunidade Europeia.
1. ↑  «Jardim Botânico UTAD | Espécie Triticum aestivum». Jardim Botânico UTAD. Consultado em 20 de outubro de 2022
2. ↑  Triticum Linnaeus, “Species Plantarum,” Vol. 1, London, 1753, pp. 85
3. ↑  Infopédia. «barbela | Dicionário Infopédia da Língua Portuguesa». infopedia.pt - Porto Editora. Consultado em 20 de outubro de 2022
4. 1 2  Carvalho, Ana Maria (1993). «Barbela, um trigo escravo: a cultura tradicional de trigo na Terra-Fria Transmontana: que futuro?». Consultado em 20 de outubro de 2022
5. ↑  Infopédia. «escravo | Dicionário Infopédia da Língua Portuguesa». infopedia.pt - Porto Editora. Consultado em 20 de outubro de 2022
6. 1 2 3  Triticum aestivum - Flora Digital de Portugal. jb.utad.pt/flora.